# Tatort: Die harte Kern
Die harte Kern ist ein Fernsehfilm aus der Krimireihe Tatort. Der vom MDR produzierte Beitrag wurde am 22. September 2019 im Ersten ausgestrahlt. In dieser 1103. Tatort-Folge ermitteln die Weimarer Kommissare Lessing und Dorn in ihrem neunten Fall und überzeugten mit einer starken Quote.

## Handlung
Der Schrottplatzbesitzer Harald Knopp muss sich nach Ermittlungen der Weimarer Kommissare Kira Dorn und Lessing vor Gericht für den Mord an einer Kunstsammlerin verantworten, den er vor 15 Jahren begangen haben soll. Lessing hatte sich des alten ungelösten Falls angenommen und war anhand von DNA-Spuren am Tatort auf Knopp als Täter gestoßen. Überraschend präsentiert nun der Angeklagte den Neffen der Ermordeten, Rainer Falk, als Entlastungszeugen und wird freigesprochen. Lessing ist enttäuscht und der Meinung, dass hier ein Fehlurteil gefällt wurde.
Zwei Wochen später erreicht ihn abends ein anonymer Anruf; Lessing wird zum Schrottplatz gelockt, wo er Knopp erschossen vorfindet. Nachdem die ersten Laborergebnisse vorliegen, steht fest, dass Lessings Dienstwaffe die Tatwaffe ist. Sie befindet sich nicht, wie er glaubt, im Spind. Umgehend wird gegen ihn eine interne Ermittlung eingeleitet und Lessing wegen dringenden Tatverdachts in Haft genommen. Sonderermittlerin Eva Kern übernimmt den Fall und lässt keinen Zweifel daran, dass sie Lessing für schuldig hält, an Knopp Selbstjustiz verübt zu haben.
Obwohl von dem Fall abgezogen, ermittelt Dorn weiter, um zu beweisen, dass Lessing nicht der Täter ist. Dorn hat bereits einmal mit Kern gearbeitet, und sie haben sich gut verstanden. Sie hält das harte Vorgehen von Eva Kern für eine späte Rache, weil diese seinerzeit die Dienststellenleitung nicht bekommen hat, sondern ihr Kollege Kurt Stich. Dorn sucht Knopps Witwe Birte Knopp auf, die ihren Mann vor einigen Wochen verlassen hat, nachdem die Mordanklage gegen ihn erhoben worden war. Sie berichtet, dass ihr Mann wollte, dass sie zu ihm zurückkehrt. Doch sie hielt ihn trotz des Freispruchs für den Mörder und konnte nicht mehr mit ihm leben. Nachdem er ihr eine kleine Statue geschenkt hatte, die ihrer Meinung nach aus dem Einbruch bei der Kunsthändlerin stammte, war sie von der Schuld ihres Mannes überzeugt. Da diese Statue verschwunden ist, vermutet Dorn, dass es dem Mörder um diese Statue ging, die wertvoll sein könnte. Sie glaubt, dass Knopp Falks Falschaussage gekauft hat und die Statue die Bezahlung dafür war. Daher observiert sie Rainer Falk und folgt ihm bis zu Knopps Schrottplatz. Dabei wird sie Zeugin, wie Falk Knopps Ehefrau bedroht, die ebenfalls nachts auf dem Schrottplatz ist. Dorn kann Falk überwältigen und ist davon überzeugt, dass er Knopp der Statue wegen getötet hat. Es bleibt allerdings die Frage, wie er an Lessings Dienstwaffe kommen konnte.
Als Kern von Dorns Alleingang auf dem Schrottplatz erfährt, suspendiert sie die Kommissarin sofort. Zusätzlich lässt sie das Krankenhaus überwachen, in welches Falk eingeliefert wurde. Sie befürchtet, dass sich Dorn trotz Suspendierung nicht davon abhalten lässt, Falk zu einem Geständnis zu bewegen. Eine Frau mit ähnlicher Kleidung wie der von Dorn getragenen wird von einer Videokamera im Krankenhaus aufgezeichnet, wie sie Falk zu ersticken versuchen scheint. Doch es ist nicht Kira. Sie kümmert sich erst einmal um Knopps Witwe, um von ihr zu erfahren, was sie auf dem Schrottplatz wollte. Dabei erfährt sie, dass auch Birte Knopp nach der Statue suchte, aber nicht um sie zu besitzen, sondern um sie zu zerstören. Sie gibt dem dargestellten indischen Gott des Unheils die Schuld an all dem Unglück, das ihr und ihrem Mann seit 15 Jahren widerfahren ist: Sie hatte drei Fehlgeburten, immer wieder kam es zu Unfällen auf dem Schrottplatz und selbst ihr Hund kam dabei zu Tode. Freunde haben sich von ihnen abgewendet, und auch Knopps Bruder Georg, weil Harald vergessen hatte, den gemeinsamen Lottoschein abzugeben, und ihnen so der Gewinn versagt blieb.
Eva Kern konzentriert sich derweil auf Lessing und sein Bewegungsmuster am Tatabend. Da sich seine Dienstwaffe im Spind des Präsidiums befand, hätte er sie von dort holen müssen, um sie zu benutzen. Dadurch gerät auch noch Dorn in ihren Fokus, was deren Vorgesetztem Kurt Stich dann doch zu viel wird. Er verhilft den beiden zur Flucht, damit sie den Fall zu Ende bringen und Kern endlich Ruhe geben muss. Die hat nun aber nichts anderes zu tun, als alle verfügbaren Polizeikräfte auf die Flüchtigen anzusetzen. Lupo ist verärgert, schließlich wollte er mit seiner neuen Freundin ins Kino und muss nun Überstunden machen. Lessing ruft Lupo an, da er vermutet, dass die Statue noch immer auf dem Schrottplatz ist und Birte Knopp sie noch nicht vernichtet hat. Unerwartet sitzt seine Freundin Aurelie schon in seinem Auto, und so nimmt er sie kurzerhand mit zu seinem Einsatz.
Lessing hat inzwischen herausgefunden, dass Knopp die Statue unbedingt behalten wollte und Falk deshalb loswerden musste. Dazu hatte er sich mit seinem Bruder Georg verbündet, dem er einen Anteil am Erlös der Statue versprochen hatte. Er sollte sich darum kümmern, dass Falk und auch Lessing aus dem Verkehr gezogen würden. Doch Georg schickte seine Frau Hannah, die dann anstatt Falk lieber ihren Schwager Knopp ausgeschaltet hat, um die Statue allein zu besitzen. Damit sie Lessing den Mord in die Schuhe schieben konnte, hatte sie sich im Vorfeld mit Lupo als Aurelie angefreundet und ihm kurzzeitig den Schlüssel zu den Spinden entwendet.
Mittlerweile ist Lupo auf dem Schrottplatz angekommen und entdeckt die Statue in der Schrottpresse. Auch Kern und Stich treffen ein, und die Sonderermittlerin ist nun davon überzeugt, dass Lupo der Mörder ist, da er Zugang zu Lessings Waffe hatte und nun offensichtlich die Statue an sich bringen will. Ehe sie ihre Ideen weiter zusammenträgt, erscheint Aurelie, alias Hannah Knopp, und nötigt alle drei in die Presse zu steigen, die sie dann aus Versehen einschaltet. Nachdem Lessing und Dorn dazukommen und sich Lessing um Hannah kümmert, gelingt es Kern, die Presse rechtzeitig wieder auszuschalten. Hannah Knopp wird festgenommen und Eva Kern erklärt nun, dass sie nie an Lessings Unschuld gezweifelt habe. Da sie jemanden aus der Dienststelle verdächtigte, musste sie alles so glaubwürdig wie möglich gestalten. Doch Kurt Stich ist die Lust auf ein gemeinsames Essen vergangen. Die Statue bringt demjenigen, der sie hat, weiterhin Unglück.

## Hintergrund
Der Film wurde vom 28. August 2018 bis zum 26. September 2018 in Weimar und Umgebung gedreht. Die Aufzeichnung der Fluchtfahrt von Kira Dorn und Lessing entstand in Teilen am Stadtring an der Fuldaer Straße.
Wie für den Tatort aus Weimar üblich, werden auch in dieser Folge Literaturklassiker zitiert, zugleich aber auch Anleihen aus der Popkultur genommen.
- Als Reaktion auf Dorns Hinweis, dass Lupo eine Freundin habe, reagiert Lessing mit einem sinngemäßen Zitat von Johann Wolfgang von Goethe aus den Gesprächen mit Johann Peter Eckermann vom 18. Februar 1829: „Das Höchste, was ein Mensch erlangen kann, ist Erstaunen.“[4][5] Sonderermittlerin Kern trinkt zudem aus einer Tasse, die Goethes Konterfei trägt.[6]

- Arthur Millers Werk Tod eines Handlungsreisenden musste sich Lupo allein im Theater ansehen, weil seine neue Freundin nicht mitkommen konnte, und er kritisiert den Namen des Stücks mit den Worten: „Was ist denn das für ein Titel? Da weiß man ja gleich, wie’s ausgeht.“[4][5]

- Kira Dorn wirft Lessing vor, zu logisch zu denken, und zitiert Anatole France: „Es liegt in der menschlichen Natur, vernünftig zu denken und unlogisch zu handeln.“[4] Später meint sie auf ihrer gemeinsamen Fluchtfahrt: „So, Lessing, jetzt sind wir wirklich Thelma und Louise. Ich wünsche mir aber ein anderes Ende.“[4] Daraufhin erwidert Lessing: „Wir können uns ja an Bonnie und Clyde orientieren.“[5][4]

- Lessing zitiert (in Minute 71) bei der Befragung bei Georg Knopp Goethe, als er ein Buch dieses Klassikers bei ihm liegen sieht: „Nichts taugt Ungeduld, noch weniger Reue. Jene vermehrt die Schuld, und diese schafft neue.“ [3]

Nina Proll erklärte gegenüber der Bild-Zeitung, sie habe für ihre titelgebende Rolle zu wenig Gage gefordert. „Die Produzenten bei den Öffentlich-Rechtlichen jammern ja gerne, dass sie sparen müssen. Aber im Nachhinein habe ich gehört, dass vielleicht doch noch etwas mehr drin gewesen wäre.“

## Soundtrack
My Heart Will Go On (1997) von Céline Dion aus dem Soundtrack des Films Titanic wird zur Untermalung der Theater-Aufführung genutzt. Auf der Fahrt Kira Dorn zum Weltladen „Zeichen der Zeit“ von Frau Knopp ist Madonna (2018) von Black Honey zu hören. Bei Sichtung der Videoüberwachung aus dem Treppenhaus des Polizeipräsidiums durch Kommissariatsleiter Kurt Stich und Sonderermittlerin Eva Kern läuft Nothing's Gonna Hurt You Baby (2012) von Cigarettes After Sex. Nachdem Kira Dorn auf dem Schrottplatz ihre Dienstmarke und -waffe abgegeben hat, ist Burn it down (2017) von Daughter zu hören. Die Szene, die Kira Dorn zeigt, wie sie Kerzen in den Geburtstagskuchen ihres Kindes steckt, wird vom Titel Between The Bars (1997) von Elliott Smith untermalt.
Darüber hinaus wurden die folgenden Musiktitel verwendet:
- The Beatles – Strawberry Fields Forever (1967)
- Alan Silvestri – Turkey in the straw (1999) aus dem Soundtrack des Films Zurück in die Zukunft III
- Steve Miller Band – Abracadabra (1982)
- Carole Bayer Sager und Bob Dylan – Under your spell (1986)
- Creedence Clearwater Revival – I put a spell on you (1968)
- David Bowie – Days (2003)

## Rezeption

### Einschaltquote
Die Erstausstrahlung von Die harte Kern am 22. September 2019 wurde in Deutschland von 8,53 Millionen Zuschauern gesehen und erreichte einen Marktanteil von 25,5 % für Das Erste. Die Folge war das meistgesehene fiktionale Programm im Monat September 2019. Lediglich bei den Fußballspielen Deutschland gegen Niederlande und Deutschland gegen Nordirland schalteten mehr Zuschauer ein. Die Folge war in Deutschland die reichweitenstärkste Sendung des Tages, bei der 4,99 Millionen Zuschauer mehr einschalteten als bei der zweitplatzierten Sendung Fluss des Lebens: Yukon – Ruf der Wildnis, ausgestrahlt vom ZDF.

### Kritiken
Quotenmeter urteilte: In diesem Tatort „scheint wiederholt Hufnagels inszenatorisches Händchen durch. Sei es ihr Talent, einem Schrottplatz eine rau-romantische Atmosphäre einzuhauchen, seien es die stimmungsvollen Nachtszenen oder das visuell ansprechende, nuancierte Farbspektrum, in das Kamerafrau Aline Laszlo den Löwenanteil der Szenen taucht.“
Die Redaktion des Stern urteilte „man wird auf der emotionalen Ebene vollkommen abgeholt und fühlt mit Dorn, die sich in ungewohnt verletzlicher Weise präsentiert – nicht ohne in der nächsten Sekunde wieder ihre gewohnt genialen Sprüche zu klopfen.“
Die Süddeutsche Zeitung schrieb in ihrer Kritik „Ein Paar gegen den Rest der Welt“, dass die Folge skurril ist, „aber deutlich weniger aufgedreht als sonst. Sie ist auch nicht so knallvoll mit Wunderlichkeiten. Das kann man auf sich wirken lassen und sogar gut finden.“
Die dpa schrieb, dass die Folge „wieder für schrägen Krimi-Spaß“ stehe. „Zwar fehlt es auch diesem Plot nicht an skurrilen Eigenheiten, doch schlägt die teils in Rückblenden erzählte Story noch eine andere, etwas ernsthaftere Tonart an“, heißt es weiter. Dieser „emotionalste aller bisherigen Weimarer Fälle“, wie Regisseurin Helena Hufnagel betont, setze „auf Gefühl“, anders als vorherige Folgen, die mit „groteskem Klamauk“ daherkamen, „was bisher für gute Quoten, aber auch für sehr geteilte Meinungen beim Publikum sorgten“.
Tittelbach.TV schrieb: „Knackpunkt ist das Drehbuch mit seinem unoriginellen Plot ohne Flow & ohne Dialogwitz“. „Wenigstens versucht Jungregisseurin Helena Hufnagel (Einmal bitte alles) einiges, um der verkorksten Geschichte filmisch Atmosphäre zu geben; der Soundtrack ist vorzüglich“
Die FAZ schrieb: „Die Regie von Helena Hufnagel dynamisiert die Handlungsödnis tapfer durch schnelle Schnitte und bewegte Szenen, so dass ein zur Schrottplatz-Teleologie passender (und droschkenfreier) Road-Movie-Eindruck entsteht.“
Die Redaktion von TV Today urteilte, die Folge sei „amüsant, aber Weimar hatte schon mehr Pfiff“. „Die Aphorismen-Schleuder aus Weimar war schon mal besser geölt, aber für kurzweilige 87 Minuten mit aus der Hüfte geschossenen Zitaten von Balzac bis Anatole France reicht’s. Dabei ist der weitere Storyverlauf um eine Statue, die Begehrlichkeiten weckt, auf Vorabendkrimiserien-Niveau.“ Die Folge erhielt zwei von drei möglichen Punkten.
Laura Jespers von den Westfälischen Nachrichten sah „einige komische Momente“ in einer Folge, die „seinem bekannten Konzept treu blieb“, aber dennoch „nicht so recht Fahrt“ aufnehmen wollte. „Die Ermittlungen gerieten bei der zu skurril geratenen und bemüht emotional gestalteten Folge in den Hintergrund“ und „so lebte der Krimi eigentlich nur von den beiden Protagonisten“.
Bei Spiegel Online wertete Christian Buß: „Wir können aus diesem Weimar-‚Tatort‘ Dialoge zitieren – die Handlung aber kriegen wir beim besten Willen nicht rekonstruiert. Neben Schrottpressen und Schrotttheatern, so glauben wir uns zu erinnern, spielen auch Geisterbeschwörungen und indische Statuen eine Rolle. Es ist ein großer Schlamassel. […] Die ganze Folge wirkt tragisch verstolpert, die wenigen Pointen darin werden konsequent verpatzt. Als ob die Schauspieler schon beim Lesen des Drehbuchs alle Hoffnungen aufgegeben haben.“